# Église des Saintes-Femmes de Novgorod
L'église des Saintes-Femmes ou église des myrrhophores (en russe : Церковь Жен-мироносиц) est une église située à Veliki Novgorod, dans la Cour de Iarsolav. Elle fait partie du patrimoine mondial (UNESCO) et du patrimoine russe. Le terme d'origine grecque (grec : Μυροφόροι) myrrhophores désigne les Saintes Femmes qui apportent de la myrrhe et découvrent le tombeau de Jésus, vide après sa Résurrection.

## Histoire
L'église est construite en 1510, à l'emplacement d'une église en bois du même nom, qui fut incendiée en 1508 et qui, elle-même, avait été construite à la place d'autres édifices plus anciens encore.
L'édifice construit en 1510 a été financée par Ivan Syrkov, fondateur à Novgorod d'une dynastie de marchands moscovites réputés. Nombre de leurs représentants sont cités par les chroniques de Novgorod et de Moscou du XVIe siècle.
L'emplacement de l'église est signalé comme étant situé dans la « Cour de Iaroslav » à Novgorod. Mais il est renseigné en même temps comme se trouvant dans le palais de Syrkov c'est-à-dire la maison où ce dernier vivait. C'était donc l'église de la famille Syrkov a Novgorod.
En 1536, une chapelle est construite dans l'église et dédiée à l'évangéliste Saint Matthieu. Puis un bâtiment est adjoint en 1539 , qui servit d'église d'hiver et est dédié à la Présentation de Jésus au Temple. À la fin du XVIe siècle l'église servait d'entrepôt pour le trésor d'Ivan le Terrible.
En 1745 l'église fut rattachée au Monastère Saint-Georges de Iouriev.

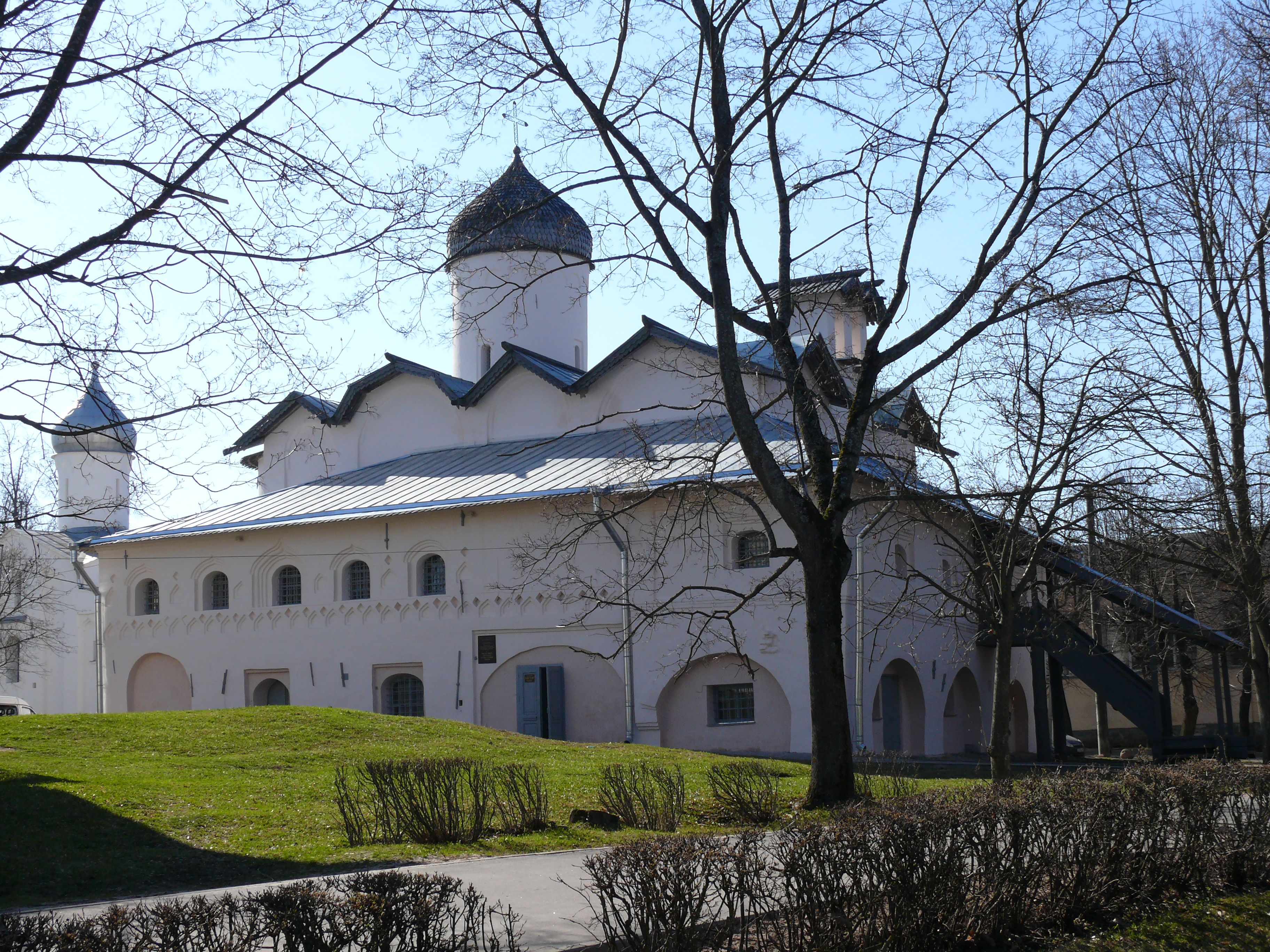
église des Saintes-Femmes

## Description
Aujourd'hui encore, l'édifice se présente comme une église à croix inscrite, bâtie sur quatre piliers. Elle est prolongée par trois absides et deux clocher-murs du côté ouest. Le tambour est décoré d'une ceinture d'arcatures. Du côté sud et du côté ouest sont construits deux porches en bois munis d'escaliers qui conduisent à l'étage.
L'église est construite sur trois niveaux, si l'on tient compte du sous-sol. L'étage supérieur est divisé en deux parties et, dans la partie supérieure, sont installées deux chapelles.
Les dernières restaurations ont mis en valeur et restauré les lemekhs qui étaient au XVIe siècle une des caractéristiques des couvertures des édifices de Novgorod.
Actuellement l'église accueille un centre culturel pour enfants , dans lequel sont organisés des expositions, des concerts, des festivités folkloriques.